# Semiothisa brunneata
Semiothisa brunneata là một loài bướm đêm trong họ Geometridae.